# Liste des visites d'État du roi Philippe de Belgique
Depuis son accession au trône, après six visites officielles dans les pays limitrophes, en 2013 et en 2014, le roi Philippe (accompagné de la reine Mathilde), à partir de 2015, effectue plusieurs visites d'État (les visites à l'étranger à caractère seulement officiel au cours du règne sont également mentionnées). Le caractère de ces réceptions est solennel et exceptionnel, n'advenant qu'une seule fois au cours d'un règne. Leur liste s'établit comme suit :

## Visites d'État
| Année | Pays                             | Commentaire                                                                             |
| ----- | -------------------------------- | --------------------------------------------------------------------------------------- |
| 2013  | Pays-Bas                         | Première visite officielle du couple royal depuis le début du règne le 8 novembre 2013. |
| 2013  | Luxembourg                       | Visite officielle le 8 novembre 2013.                                                   |
| 2014  | France                           | Visite officielle à Paris le 6 février 2014.                                            |
| 2014  | Allemagne                        | Visite officielle à Berlin le 17 février 2014.                                          |
| 2014  | Italie                           | Visite officielle à Rome le 19 février 2014.                                            |
| 2014  | Royaume-Uni                      | Visite officielle à Londres le 13 mars 2014.                                            |
| 2015  | Chine                            | Première visite d'État du règne du 20 au 27 juin 2015,.                                 |
| 2015  | Pologne                          | 2e visite d'État du 12 au 14 octobre 2015,.                                             |
| 2016  | Japon                            | 3e visite d'État du 10 au 15 octobre 2016,.                                             |
| 2016  | Pays-Bas                         | 4e visite d'État du 28 au 30 novembre 2016,.                                            |
| 2017  | Danemark                         | 5e visite d'État les 28 au 29 mars 2017,.                                               |
| 2017  | Inde                             | 6e visite d'État du 5 au 11 novembre 2017,.                                             |
| 2018  | Canada                           | 7e visite d'État du 11 au 17 mars 2018,.                                                |
| 2018  | Portugal                         | 8e visite d'État du 22 au 24 octobre 2018,.                                             |
| 2019  | Corée du Sud                     | 9e visite d'État du 24 au 28 mars 2019,.                                                |
| 2019  | Luxembourg                       | 10e visite d'État du 15 au 17 octobre 2019,.                                            |
| 2022  | Grèce                            | 11e visite d'État du 2 au 4 mai 2022 et la première depuis la pandémie de Covid-19,.    |
| 2022  | République démocratique du Congo | Visite officielle du 7 au 13 juin 2022,.                                                |
| 2022  | Lituanie                         | 12e visite d'État du 24 au 26 octobre 2022,.                                            |
| 2023  | Afrique du Sud                   | 13e visite d'État du 22 au 27 mars 2023.                                                |
| 2023  | Allemagne                        | 14e visite d'État à Berlin et Dresde du 5 au 7 décembre 2023.                           |
| 2024  | France                           | 15e visite d'État du 14 au 16 octobre 2024.                                             |
| 2025  | Viêt Nam                         | 16e visite d'État du 1er au 4 avril 2025.                                               |
| 2025  | Chili                            | 17e visite d'État du 23 au 26 juin 2025.                                                |